# Juan Duch Colell
Juan Duch Colell fue un periodista y poeta mexicano, de origen catalán, nacido en 1920 en Mérida, Yucatán y muerto en la misma ciudad en 1998. Hijo de Joan Duch i Costa, natural de Rocafort de Queralt y de Mercé Colell i Bernaus, de Barcelona, ambos inmigrantes a México a finales del siglo XIX que, junto con su familia, regresaron a España hacia 1921, para retornar y establecerse definitivamente en Yucatán como resultado de la guerra civil española.

## Juventud
“Bien sabemos tú y yo que soy yucateco, nacido en Mérida, pero sabemos
también, y de ello no puede caber duda, que mi yucatanidad en nada se
opone a lo que hay en mí de catalanidad”. JDC

Habiendo nacido en Yucatán, viajó al cumplir un año de vida con sus padres a Cataluña. La intención de los Duch Colell de restablecerse definitivamente en el solar originario se ve frustrada por la guerra civil española que les obliga a tomar otra vez el vapor para regresar a América catorce años después de haberse instalado nuevamente en Rocafort de Queralt. Estos años serían cruciales en la formación de Duch Colell que asistiendo a l'Institut Escola, se nutrió de la cultura y de la filosofía catalanas durante la España pre-franquista. En esos años formativos adopta, para no abandonarlo nunca, el credo marxista-lenininsta, de cuya militancia se ufanó hasta su muerte. Constancia de ello son sus propias palabras al recibir la Medalla Eligio Ancona de la Universidad Autónoma de Yucatán, en 1988:

“Soy marxista-leninista. Esta ha sido mi trinchera de lucha y en ella moriré”.

## Desempeño del periodismo
Juan Duch ejerció el periodismo activo toda su vida. Como redactor, jefe de redacción, reportero, articulista, editorialista y corresponsal. 
De 1953 a 1957 fue jefe de redacción del Diario del Sureste en su estado natal, Yucatán. Fue corresponsal de la revista Siempre y el periódico El Día de la Ciudad de México, en Moscú de 1967 a 1971. Regresó a Yucatán en 1973 y entonces dirigió con Alberto Cervera Espejo y Raúl Casares G. Cantón la revista Juzgue, que fuera una importante publicación de provincia que aglutinó a las mejores y más variadas plumas de México. Desde 1965 fue columnista en la revista Sucesos para todos de Ciudad de México y en ese medio escribió hasta la clausura del mismo en 1985. Del mismo modo fue prolongada y muy apreciada su participación como editorialista en la revista semanal Siempre, dirigida, hasta su muerte, por el renombrado periodista mexicano José Pagés Llergo.
Ejerció otros cargos dentro del sector público: fue director general del Instituto Nacional de Bellas Artes en Yucatán y Campeche de 1985 a 1988. Miembro del Consejo Editorial del estado de Yucatán de 1986 a 1988.

## Obra
Algunas de sus obras son:

### Poética
- Viaje Interior, 1944
- Canto a Gustavo Río Escalante, 1950
- Por el Mar, 1955
- Poemas de Cuba sí, y otros de yanquis no, 1961
- Abuelo/Taller, 1978
- Poemas, 1980
- Frío y fuego, Pilar, 1989

### Prosa
- Visión de Cuba, 1961
- Mediz Bolio, un hombre de América, 1973
- Epístola de cuerpo ausente para Agustín Franco Aguilar, 1974
- Crónica de Grupo, 1984
- Libro de Recortes, 1990
- Ayeres en desorden, penúltima escritura, 1994
- Yucatán en el tiempo (Coordinador editorial), 1998

Esta última, que es una magna obra enciclopédica alfabética patrocinada íntegramente por el empresario Raúl Casares G. Cantón, en cuya elaboración se involucraron personalidades de la talla de Silvio Zavala Vallado, Michel Antochiw Kolpa y Fernando Espejo Méndez, es referencia cultural en México y particularmente en Yucatán. Juan Duch dedicó los últimos doce años de su vida a coordinar su preparación y editarla, con un resultado ejemplar en el contexto enciclopédico latinoamericano.

## Reconocimientos
- Hijo Predilecto de Mérida (otorgado por el H. Ayuntamiento de Mérida), 1997
- Medalla Eligio Ancona (discernida por la Universidad Autónoma de Yucatán), 1988
- Medalla al ejercicio periodístico José Pagés Llergo, 1988